# Ivo Belet
Ivo Belet (ur. 7 czerwca 1959 w Sint-Truiden) – belgijski i flamandzki dziennikarz oraz polityk, poseł do Parlamentu Europejskiego VI, VII i VIII kadencji.

## Życiorys
Ukończył w 1981 germanistykę na Katholieke Universiteit Leuven. W 1988 uzyskał licencjat z ekonomii w Limburgs Universitair Centrum. W latach 90. odbył studia podyplomowe typu MBA.
Odbył staż w instytucjach europejskich (w tym w Komisji Europejskiej), był też asystentem jednego z europosłów. W 1985 zaczął pracować jako dziennikarz, od 1989 pozostawał zawodowo związany z Vlaamse Radio- en Televisieomroeporganisatie, publicznym nadawcą radiowym i telewizyjnym.
W 2004 z listy flamandzkich chadeków, partii Chrześcijańscy Demokraci i Flamandowie, po raz pierwszy uzyskał mandat posła do Parlamentu Europejskiego. W wyborach w 2009 z powodzeniem ubiegał się o reelekcję. Zasiadł w grupie Europejskiej Partii Ludowej. W 2014 został wybrany na kolejną kadencję Europarlamentu.